# Kelya
Kelya è un centro abitato e comune (municipalité) del Libano situato nel distretto della Beqā Ovest, governatorato della Beqā.